# Bremer Kirchenstreit
Der Bremer Kirchenstreit von 1840 und von 1844/45 war der Streit zwischen theologisch rationalistischen Pastoren und den überwiegend konservativen reformierten Pastoren in Bremen.

## Geschichte

### Streit von 1840

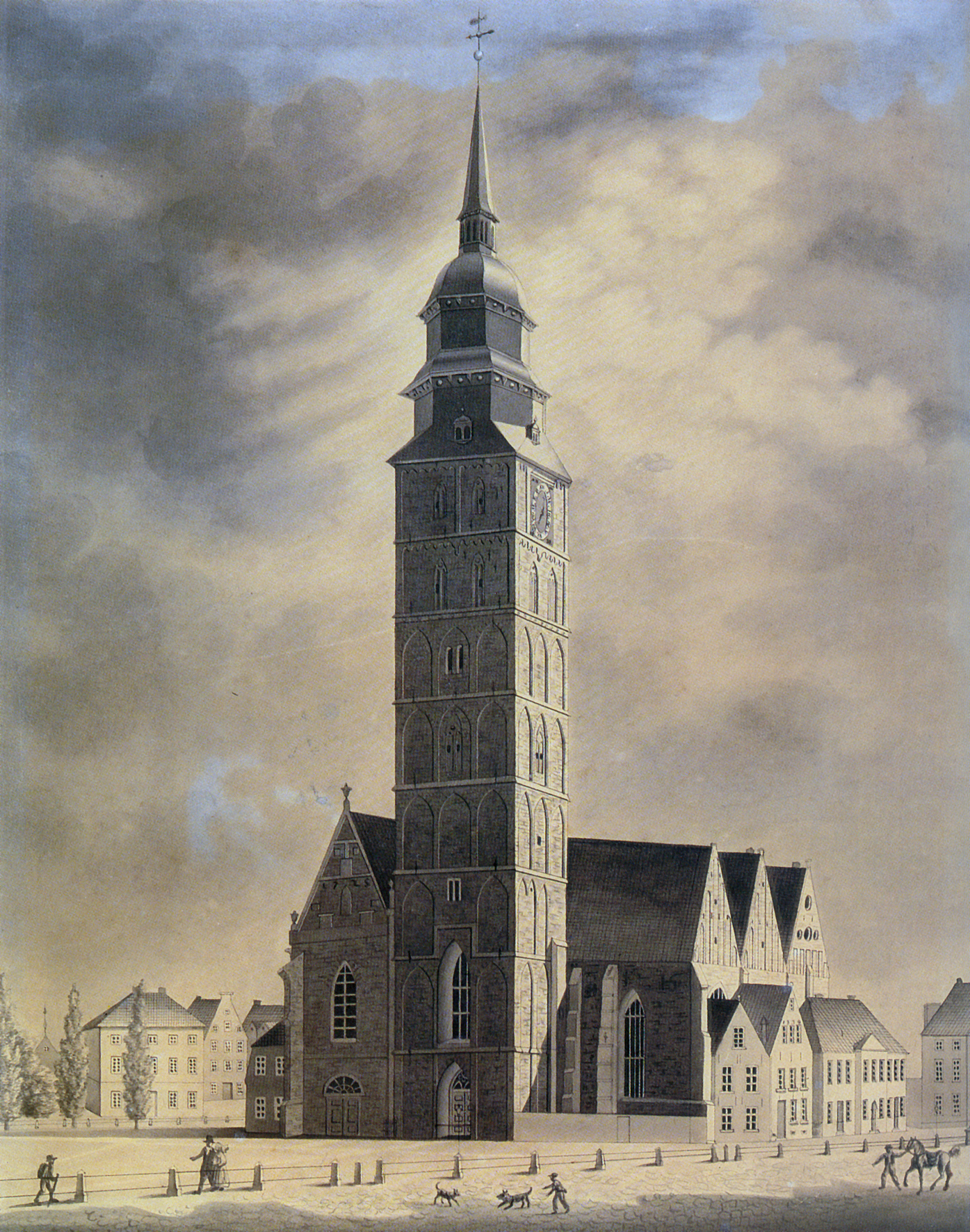
St.-Ansgarii-Kirche (um 1839)

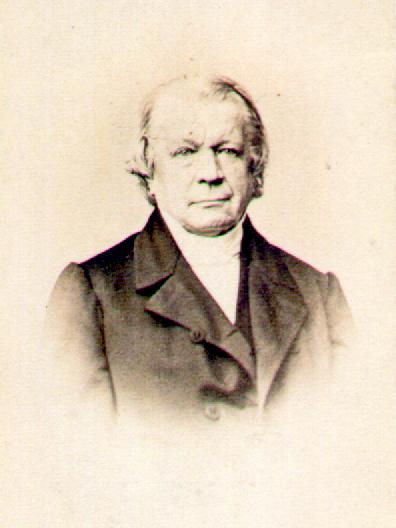
Friedrich Wilhelm Krummacher (um 1860)

Der erste Streit entstand im Juli 1840, als der Elberfelder reformierte pietistische Theologe und Erweckungsprediger Friedrich Wilhelm Krummacher zwei polemische Gastpredigten (u. a. über Mt 25,31–46  Gerichtstag über die Irrlehren und Gal 1,8/9 , Verfluchungspredigt) in der Bremer St.-Ansgarii-Kirche hielt. Krummacher als scharfer Gegner des Rationalismus sprach sich „gegen die verkehrten Absichten der modernen Bibelkritiker“ aus, da „… sie hinter eurem Rücken eine neue Welt schaffen …“. Er charakterisierte den Geist der Zeit als „nicht nur gegen diese und jene menschliche Theologie, sondern gegen Paulus, in Paulo gegen alle Apostel, in diesen gegen das Christentum selbst gerichtet“. Zudem griff er die Lehren großer Philosophen und Schriftsteller wie Sokrates, Platon, Immanuel Kant, Georg Wilhelm Friedrich Hegel, Johann Gottlieb Fichte, Johann Wolfgang von Goethe und Friedrich Schiller an.
Ein Gegner war der rationalistische bremische Pastor Carl Friedrich Wilhelm Paniel von St. Ansgarii, der drei Predigten als Antwort auf Krummacher hielt. Der pietistische Landpastor Johann Nicolaus Tiele (1804–1856) trat als Gegner Paniels auf. Wilhelm Ernst Weber wiederum griff Tiele an. Friedrich Ludwig Mallet nutzte als Herausgeber des „Bremer Kirchenboten“ seine Stellung um Krummacher zu verfluchen.
Die meisten Bremer Bürger standen auf der Seite von Paniel. Der Senat hielt sich aus diesem Streit weitgehend heraus. Der Streit fand überregionale Beachtung; u. a. berichtete der junge Friedrich Engels in mehreren Zeitungen als deren damaliger Bremer Korrespondent. Der damals pietistische Engels war beim Pastor von St. Martini Bremen, Georg Treviranus, untergebracht und kritisierte sowohl die Rationalisten als auch die bibeltreuen Orthodoxen. Krummacher verfasste danach eine Theologische Replik an Herrn Dr. Paniel in Bremen. Mit einem Bericht an das Publicum.
22 Bremer Pastoren verfassten zudem ein Bekenntnis bremischer Pastoren, in dem sie sich einerseits zur pietistisch-konservativen Linie bekannten, jedoch andererseits den anmaßenden Ton Krummachers kritisierten. Nur fünf Bremer Pastoren vertraten die rationalistische Linie. Der Historiker Hans-Ludwig Schaefer bewertete diesen Streit: „Fragen wir nach dem Ausgang des Kampfes so lag der Sieg auf seiten der Vertreter der neuen Frömmigkeit. Weite Kreise der mittleren und unteren Bevölkerungsschichten waren angesprochen und aus ihrem geistigen Halbschlaf gerissen worden. Ja die ganze Stadt erörterte lebhaft die strittigen Fragen.“

### Zweiter Kirchenstreit 1844/45
Am 10. Juli 1842 wurde auf eine der beiden Pfarrstellen der Rembertigemeinde in Bremen Carl August Wilhelm Nagel berufen. Um diese Zeit begann die kirchlich „liberale“ Zeit der Rembertigemeinde. Nagel war ein Vertreter des kirchlichen Liberalismus mit dem Einbezug naturwissenschaftlicher Erkenntnisse.
Nach einer Versammlung der deutschen Naturforscher in Bremen veröffentlichte Nagel 1844 anonym in der Weser-Zeitung den Aufsatz Einiges über den Einfluß der Naturwissenschaften auf Religion und Volksbildung überhaupt. Schon bald wurde bekannt, wer der Verfasser dieses Artikels war. Mit seiner liberalen Bibelauslegung sorgte Nagel für erhebliches Aufsehen in Bremen. Er löste einen Streit mit seinen orthodoxen Gegnern aus, die für seinen Ausschluss aus dem geistlichen Ministerium Venerandum votierten, einer Körperschaft, in der die alt-, neu- und vorstädtischen Pastoren im Auftrag des Senats das Kirchenregiment ausübten. Die Rembertigemeinde und der liberale Pastor Carl Friedrich Wilhelm Paniel von der St.-Ansgarii-Kirche verteidigten jedoch Nagel.
Bürgermeister Johann Smidt und die Kirchliche Kommission des Senats unterstützten Nagel mit der Erklärung, „… daß, da sogenannte Glaubensgerichte im Bremischen Freistaate ordnungsmäßig nicht beständen, es auch keiner Behörde gestattet sei, sich eigenmächtig dazu aufzuwerfen. Pastor Nagel könne und dürfe nicht vom Ministerio ausgeschlossen werden, und dieses werde keine Sitzung halten, ohne ihn dazu einzuladen.“ Der Senat annullierte am 30. Juli 1845 endgültig die Entschließung des Ministeriums, Nagel aus der Körperschaft zu entfernen. Er verbot den Geistlichen jegliche weitere Kritik und jeder Pastor musste schriftlich erklären, weitere Angriffe zu unterlassen.
Letztlich war damit die theologische Lehrfreiheit in Bremen, mit Auswirkungen auch für andere Regionen, deutlich bestätigt worden.

## Schriften als Folge des Streits
- Johann Nicolaus Tiele: Des Evangeliums Segen. Eine durch die Streitschriften des Anonymus und des Dr. Paniel veranlaßte Gegenschrift. Johann Georg Heyse, Bremen 1840. Digitalisat MDZ Reader
- Friedrich Wilhelm Krummacher: Theologische Replik an Herrn Dr. Paniel in Bremen. Mit einem Bericht an das Publicum. Wilhelm Hassel, Elberfeld 1840.
- Carl Friedrich Wilhelm Paniel: Ein kritisches Sendschreiben aus dem Seebade Norderney an den Pastor Tiele zu Oberneuland bei Bremen, als Vertheidiger der F. W. Krummacher'schen Verfluchungssache. A. D. Geisler, Bremen 1840.
- Moritz Rothe: Offener Brief an Herrn Pastor Tiele zu Oberneuland in Betreff seines Sendschreibens über die von den Pastoren Dr. Paniel und Dr. F. W. Krummacher im Juli 1840 zu Bremen gehaltenen Predigten. Bremen 1840.
- Johann Nicolaus Tiele: Sendschreiben an Herrn Dr. theol. et philos. Paniel Pastor zu St. Ansgarii in Bremen in Bezug auf dessen drei am 12. 19. 26. Juli 1840 gehaltene Sonntags-Predigten. Johann Georg Heyse, Bremen 1840.  Digitalisat MDZ Reader
- Wilhelm Ernst Weber: Die Verfluchungen als ein Beitrag zur neuesten Kanzelpolemik. 2. mit Zugaben verm. Aufl. Johann Georg Heyse, Bremen 1840.
- Bekenntniß bremischer Pastoren in Sachen der Wahrheit. Johann Georg Heyse, Bremen 1840. Digitalisat MDZ Reader
- Pastor F. W. Krummacher und Pastor Dr. Paniel. Nach den kürzlich in Bremen von ihnen gehaltenen und im Druck erschienenen Predigten. (Von Theodor Schlichthorst). Hrsg. v. (Johann Christian) L(udwig). Müller. Johann Georg Heyse, Bremen 1840.
- Carl Friedrich Wilhelm Paniel: Die verschiedenen theologischen Richtungen in der protestantischen Kirche unsrer Zeit. Zur Verständigung für denkende Christen zunächst in den weltlichen Ständen. Carl Schünemann, Bremen 1841.
- Wilhelm Ernst Weber: Das christliche Bedürfniß der Zeit dem Pietismus und insbesonderheit dem Krummacherthum gegenüber. Carl Schünemann, Bremen 1841.
- Friedrich Wilhelm Krummacher: Der scheinheilige Rationalismus vor dem Richterstuhl der h. Schrift. Resumé der Bremer Kirchenfehde. Wilhelm Hassel, Elberfeld 1841. Digitalisat
- Allgemeine Literatur-Zeitung. Nr. 99, 100 und 101, Juni 1841. (Sammelrezension) Digitalisat
- Heinrich Eberhard Gottlob Paulus: Zur Beleuchtung kirchlich wichtiger Streitfragen unserer Zeit. Besonders Versuche von kirchlichen Verfluchungen und gewaltthätiger Kirchenzucht betreffend. Carl Schünemann, Bremen 1842.
- Johann Melchior Kohlmann: Nothwendige Antwort auf Herrn Pastor Dr. Paniel's Beschwerden im Bürgerfreunde No. 36, 37, 38 über die „urkundlichen Mitteilungen ehemaligen Bremischen Collegialstifter St. Ansgarii und St. Willehadi und Stephani, sammt den damit verbunden gewesenen Gemeinden St. Ansgarii und St. Stephani“. Johann Georg Heyse, Bremen 1844.
- Carl Friedrich Wilhelm Paniel: Das A und O. Eine Zornlampe zur Beleuchtung der Schrift des Dr. Paniel. Aktenstücke in Bezug auf den von neun Bremer Pastoren gemachten Versuch, den Herrn Pastor Nagel aus dem Ministerium auszuschliessen.  Carl Sonnenberg in Commission, Oldenburg 1846. Digitalisat
- Samson Raphael Hirsch: Jüdische Anmerkungen zu den Bemerkungen eines Protestanten über die Konsession der 22 Bremischen Pastoren. Von einem Juden. Sänger&Friedber, 1923, Frankfurt a. M. (ursprünglich erschienen 1841).